# Донгузов, Константин Александрович
Константин Александрович Донгузов (род. 2 июня 1962 года, Уфа, БАССР, РСФСР, СССР) — российский архитектор, член-корреспондент РАХ (2024).

## Биография
Родился 2 июня 1962 года в Уфе, где живёт и работает.
В 1984 году — окончил Уфимский нефтяной институт (сейчас Уфимский государственный нефтяной технический университет (УГНТУ)).
С 1986 по 1988 годы — старший редактор журнала «Строительство и архитектура Москвы».
В 1991 году — защитил кандидатскую диссертацию, в 2010 году — присвоено учёное звание профессора.
С 1991 года — член Союза архитекторов Республики Башкортостан.
С 1990 года — работает в УГНТУ: преподаватель, одновременно с 1992 года — директор региональной проектной школы «Башкирский дом» СА РБ.
В 2024 году — избран членом-корреспондентом Российской академии художеств от Отделения архитектуры.

## Творческая деятельность
Автор свыше 70 проектов, в том числе:
- памятник Ф. И. Шаляпину (2001)
- реконструкции здания телерадиостудии «Тамыр» ГТРК «Башкортостан» (2000)
- реконструкции здания Национального Молодёжного театра имени Мустая Карима (2002, в соавторстве)
- реконструкции здания Собора Рождества Богородицы (2003).

Автор оформления интерьеров зданий: УГНТУ (1999), УГАИ (2000; в соавт.), Музея семьи Аксаковых (2002; с. Надеждино Белебеевского района).
Автор проекта нагрудного знака лауреата Государственной премии имени Ш. Бабича (1997) и памятного знака «За большие заслуги в развитии Уфы» (1999).
Автор статей в Башкирской энциклопедии, посвященные архитектуре.
Автор более 50 научных трудов.

### Сочинения
- Союз архитекторов Республики Башкортостан: традиции и современность. Уфа, 1998;
- Александр Федорович Козлов. Годы жизни: к 80‑летию. Уфа, 2002.

## Награды
- Медаль ордена «За заслуги перед Отечеством» II степени (2023)[1]
- Заслуженный архитектор Республики Башкортостан (2006)
- Лауреат Международного архитектурного конкурса (Токио, 1993)